# شیمون پرز
شیمون پرز (به عبری: שמעון פרס)، (۲ اوت ۱۹۲۳ – ۲۸ سپتامبر ۲۰۱۶) سیاستمدار اسرائیلی برنده جایزه صلح نوبل، هشتمین نخست‌وزیر و نهمین رئیس‌جمهور اسرائیل بود. او ۷ سال ریاست‌جمهوری اسرائیل را بر عهده داشت. وی با سابقه نمایندگی از سال ۱۹۵۹ تا ۲۰۰۷، دارای بیشترین زمان نمایندگی در کِنِسِت است. چرخش‌های سیاسی او در لحظه‌های حساس، عاملی بوده که بیش از دو دهه به عنوان یکی از تأثیرگذارترین سیاستمداران تاریخ اسرائیل در صدر قدرت جای داشته باشد.
شیمون پرز در دولت دوم اسحاق رابین وزارت امور خارجه اسرائیل را برعهده داشت و نقشی اساسی در مذاکرات یاسر عرفات (رئیس سازمان آزادی‌بخش فلسطین) و اسحاق رابین ایفا کرد. مذاکراتی که به دنبال آن، دولت اسرائیل وسازمان آزادی‌بخش فلسطین یک‌دیگر را به رسمیت شناختند و در سال ۱۹۹۳ پیمان‌های اسلو میان آنان بسته شد. شیمون پرز، اسحاق رابین و یاسر عرفات به دنبال این مذاکرات، در سال ۱۹۹۵ جایزه صلح نوبل را دریافت کردند.

## زندگی

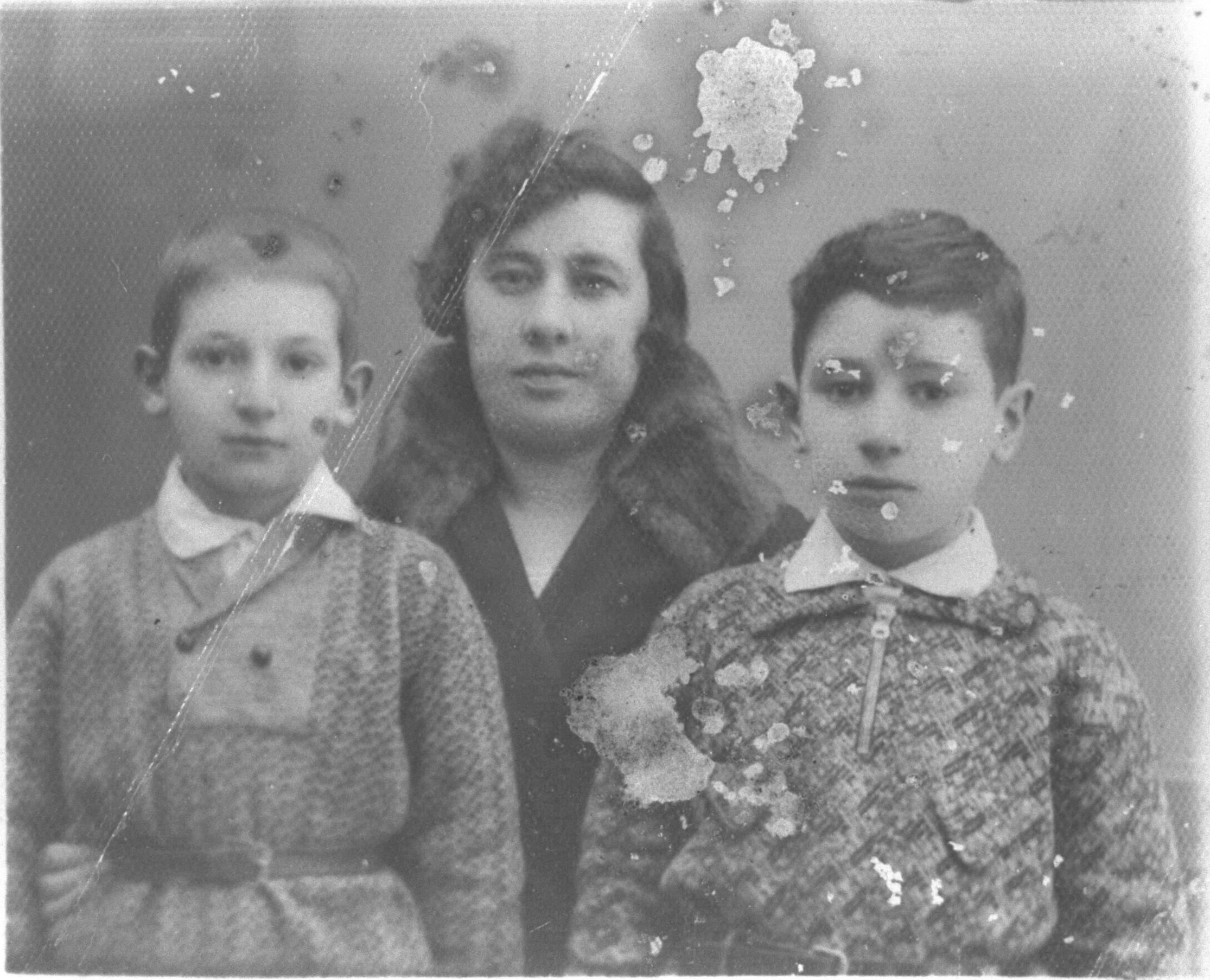
پرز در کنار مادر و برادرش، سپتامبر ۱۹۳۲

شیمون پرز در ۲ اوتِ ۱۹۲۳ در شهر «ویژنیه‌و» با نام شیمون پِرسکی به دنیا آمد. این شهر در آن زمان، بخشی از خاک جمهوری دوم لهستان بود که امروز در داخل مرزهای بلاروس قرار دارد. پدر و مادر او، یهودی ارتودکس نبودند و تلمود را پیش پدربزرگش یادگرفت که این یادگیری، نقش بسیار مهمی در باورهای مذهبی وی داشت.
در سال ۱۹۳۴ به همراه خانواده‌اش به فلسطین مهاجرت کرد که در آن زمان تحت کنترل بریتانیا بود. در تل آویو به مدرسه کشاورزی رفت و در یک کیبوتص مشغول کار شد. در هجده سالگی دبیر یک جنبش صهیونیست کارگری شد.

## فعالیت‌های سیاسی

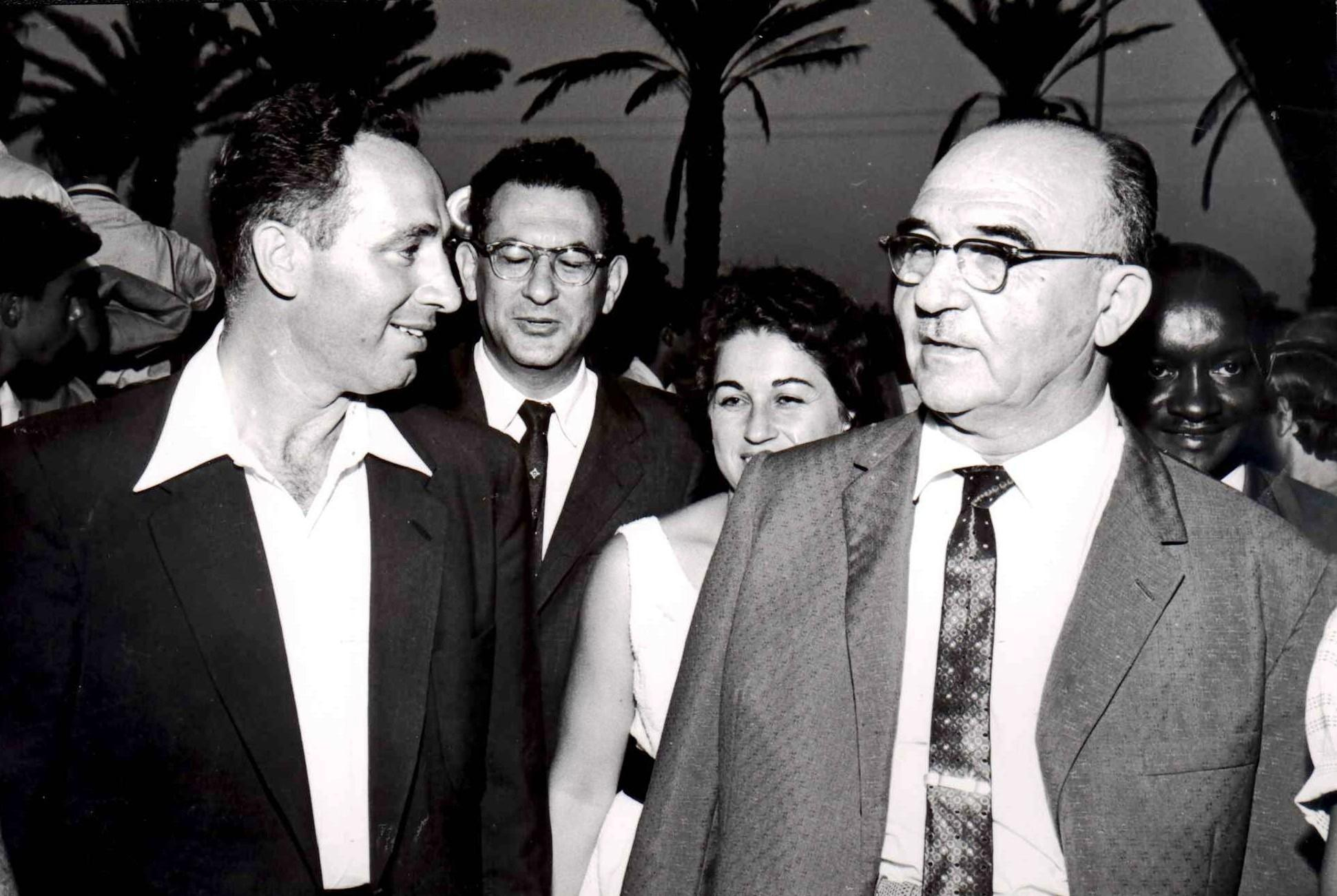
دیدار شیمون پرز و لوی اشکول

او تاکنون سمت‌های مهمی در کابینه‌های اسرائیل داشته‌است و از مهم‌ترین چهره‌های حزب کادیما می‌باشد. وی پس از پیروزی در دور اول انتخابات ریاست جمهوری اسرائیل که در کنست (مجلس اسرائیل) برگزار شد و به دنبال کنار رفتن دو رقیبش در حمایت از پرز، رئیس‌جمهور اسرائیل شد. بخش اعظم زندگی سیاسی پرز در جریان انتخاباتهای اسرائیل بوده و در طول دهه‌های گذشته شکست‌های انتخاباتی را نیز پشت سر گذاشته‌است.
وی در انتخابات ۱۹۷۷، ۱۹۸۱، ۱۹۸۴، ۱۹۸۸ و ۱۹۹۶ نتوانست حزبش را در انتخابات پارلمانی به پیروزی برساند.
او در دهه ۱۹۷۰ به عنوان مسئول دولت موقت و دو بار در دهه ۸۰ به عنوان رئیس دوره‌ای با اسحاق شامیر، خدمت کرده‌است.
در سال ۱۹۴۷، داوید بن گوریون از پایه‌گذاران کشور اسرائیل و اولین نخست‌وزیر آن، او را مسئول خرید سلاح و جذب نیرو برای گروه زیر زمینی مسلح هگانا (نیرویی شبه‌نظامی که به‌نوعی سلف ارتش اسرائیل) کرد.
در سال ۱۹۵۹ به‌عنوان نماینده حزب ماپای، که سلف جنبش کارگری و حزب کار اسرائیل است به پارلمان راه یافت و پس از تشکیل دولت به مقام معاونت وزیر دفاع رسید.
او از سال ۱۹۵۹ تا ۱۹۶۵ در دولت لوی اشکول معاونت وزارت دفاع را بر عهده داشت.
در سال ۱۹۶۵ بعد از آن‌که هیئت تحقیق در مورد «عملیات سوزانا»» (عملیاتی مربوط به سال ۱۹۵۴ که دولت اسرائیل تصمیم به حمله به برخی مواضع آمریکایی‌ها و بریتانیایی‌ها در مصر گرفته بود تا بریتانیا را وادار به حفظ نیروهایش را در صحرای سینا کند) او را مقصر تشخیص داد از این سمت استعفا کرد. تحقیقات بعدی نشان دادند که شهادت کسانی که در آن ماجرا دخیل بودند، تناقض وجود دارد. در پی آن، پرز و بن‌گوریون پس از این ماجرا از حزب ماپای جدا شدند تا حزبی جدید بنا کنند.
در دولت گلدا مئیر مسئولیت‌های گوناگونی از جمله وزارت ترابری و ارتباطات و وزارت اطلاع‌رسانی داشت. در سال ۱۹۷۴ که گلدا مئیر به خاطر جنگ یوم کیپور از نخست‌وزیری استعفا داد، پرز تلاش کرد جایش را بگیرد اما در مقابل اسحاق رابین ناکام ماند.
در سال ۱۹۷۷ پس از استعفای رابین به خاطر رسوایی مالی همسرش از رهبری حزب اتحاد، پرز رهبر حزب (و به‌طور غیررسمی نخست‌وزیر) شد. اما در انتخاباتی که بلافاصله پس از آن برگزار شد به ائتلاف دست راستی لیکود به رهبری مناخم بگین باخت. او درپنج انتخابات بعدی نیز شکست خورد. ولی هر بار در دولت‌های ائتلافی که بعد از انتخابات تشکیل می‌شد، به وزارت رسید.
او از سال ۱۹۸۸ تا ۱۹۹۰ وزیر اقتصاد در دولت اتحاد ملی بود.
در سال ۱۹۹۲ در انتخابات رهبری حزب کارگر بار دیگر به اسحاق رابین باخت و وزیر امور خارجه دولت شد. در این مقام، مذاکرات پنهانی با یاسر عرفات و سازمان آزادی‌بخش فلسطین را آغاز کرد که حاصل آن، پیمان تاریخی اسلو در سال ۱۹۹۳ بود. بر اساس این توافقنامه، رهبران فلسطینی برای نخستین بار موجودیت کشور اسرائیل را به رسمیت شناختند. یک سال بعد پرز به همراه با رابین و عرفات برنده صلح نوبل شدند.
در سال ۱۹۹۵ پس از ترور اسحاق رابین، به نخست‌وزیری رسید. اما در کمتر از یک سال مغلوب بنیامین نتانیاهو و حزب لیکود شد.
در سال ۲۰۰۰ در انتخابات ریاست جمهوری (مقامی که در اسرائیل عمدتاً تشریفاتی) است ناکام ماند و موشه کاتساو (که در مقایسه با او چهره ناشناخته‌ای بود) به ریاست جمهوری رسید.

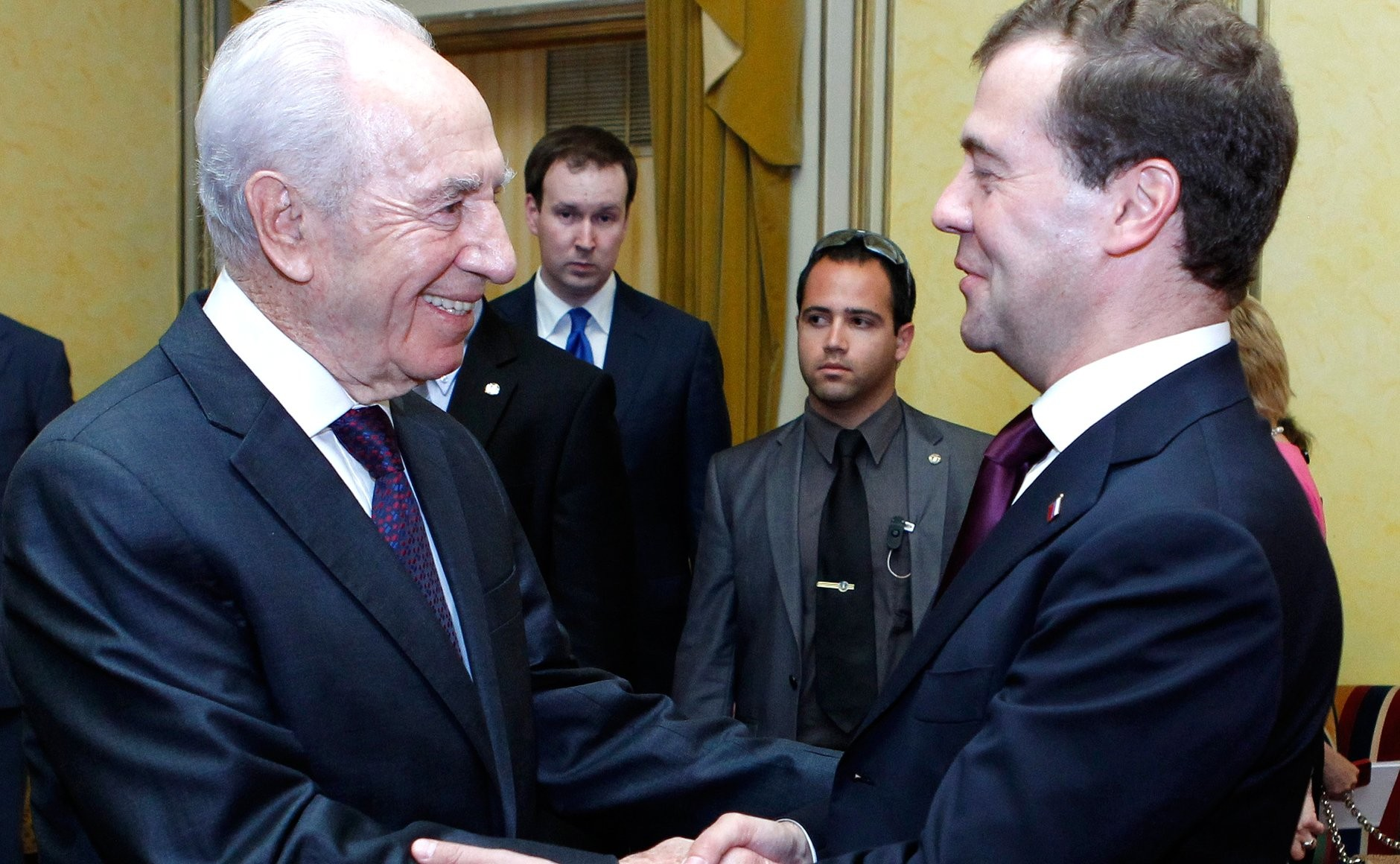
شیمون پرز و مدودف رئیس‌جمهور روسیه، ژوئن ۲۰۱۱‏

پس از انتخابات پارلمانی سال ۲۰۰۲ میلادی، یک دولت ائتلافی بین دو حزب کارگر و لیکود تشکیل شد و شیمون پرز به سمت وزیر خارجه این کابینه ائتلافی منصوب شد. این ائتلاف باعث شد آریل شارون بتواند برنامه خروج از غزه و بخش‌هایی از کرانه باختری رود اردن را (به‌رغم مخالفت‌های درون حزب لیکود) اجرا کند.
در سال ۲۰۰۵، پس از شکست در مقابل «عمیر پرتص» در انتخابات داخلی حزب کارگر، پرز از این حزب استعفا داد و به حزب تازه‌تأسیس شارون، یعنی حزب کادیما پیوست ولی نتوانست به رهبری آن برسد و سر انجام در ژوئن ۲۰۰۷ با شکست رووین ریولین به ریاست‌جمهوری اسرائیل رسید.

## کناره‌گیری

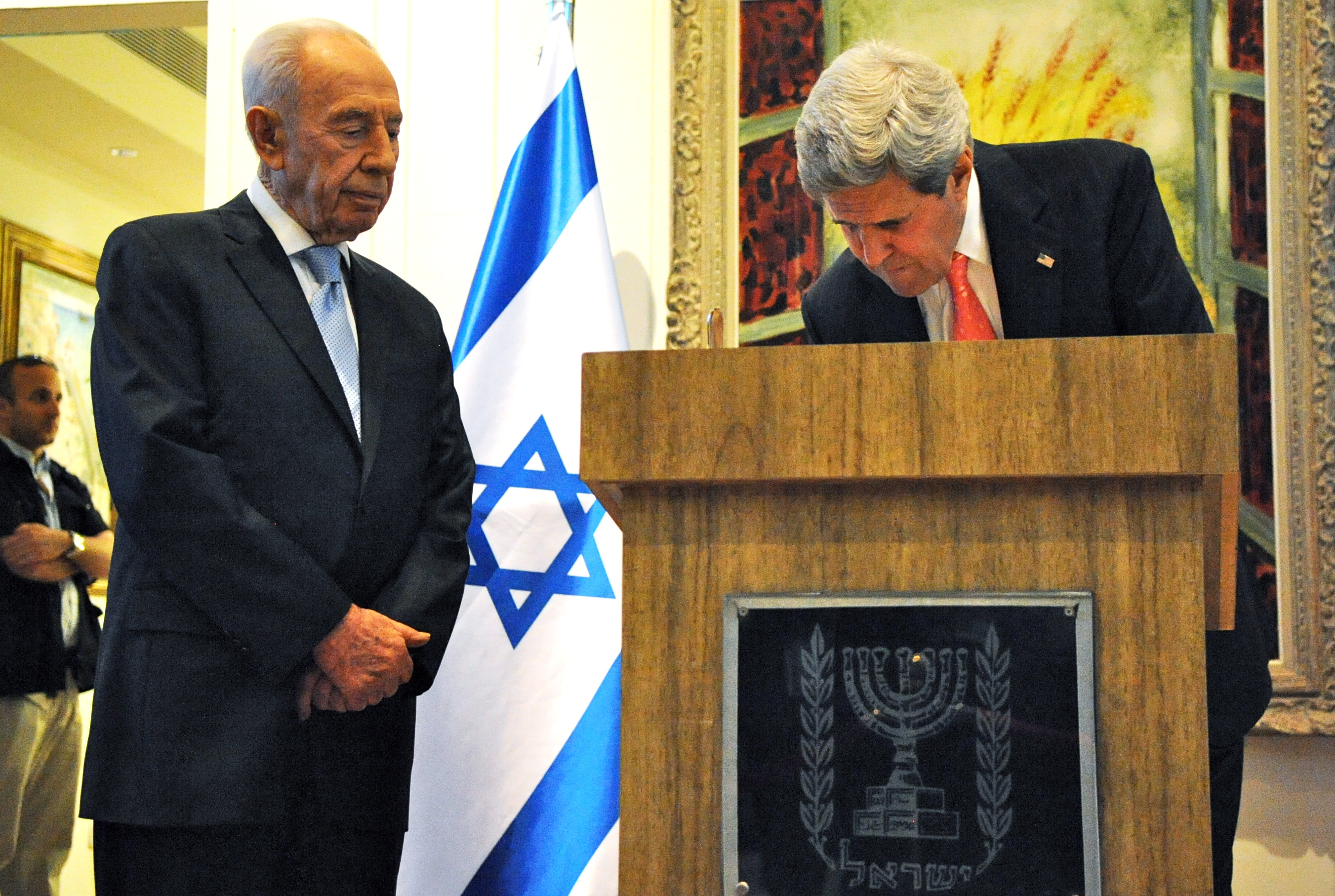
جان کری وزیر امور خارجه ایالات متحده درحال امضای دفتر مهمانان برای پرز، مه ۲۰۱۳

در سال ۲۰۱۳ اعلام کرد که از ریاست جمهوری کناره‌گیری می‌کند و یک سال بعد این پست را به نامزد حزب لیکود تحویل داد. وی از زمان کناره‌گیری از ریاست جمهوری حضور فعالی در عرصه سیاسی اسرائیل نداشته‌است. اما همچنان از منتقدان صریح‌الهجه سیاست‌های راست‌گرایانه دولت نتانیاهو در قبال روند صلح با فلسطینیان بوده‌است.

## مصالحه با فلسطینیان

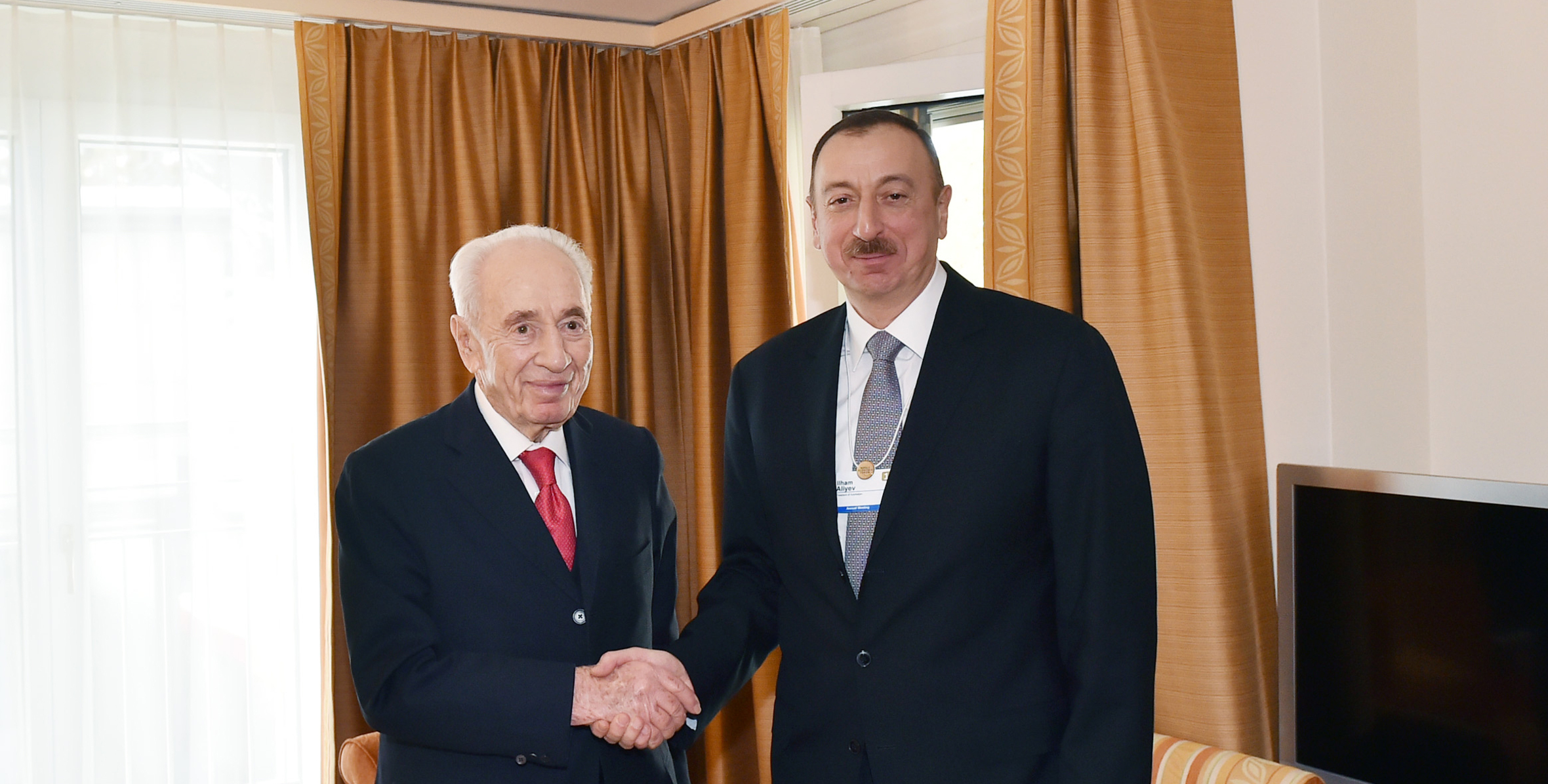
پرز و علی‌اف رئیس‌جمهور آذربایجان، ژانویه ۲۰۱۵‏

پرز سال‌های طولانی از طرفداران سکونت یهودیان در اراضی اشغالی کرانه غربی بوده ولی در سال‌های آخر عمر اغلب از ضرورت کوتاه‌آمدن از خواسته‌های ارضی در سرزمین‌های فلسطینی سخن می‌گفت. از گفته‌های معروفش در این باره این بود که: «فلسطینی‌ها نزدیک‌ترین همسایه‌های ما هستند. فکر می‌کنم می‌شود نزدیک‌ترین دوستان‌مان هم بشوند.»

## جلوگیری از حمله به ایران
او بزرگترین دستاورد خود را پیشگیری از حمله نتانیاهو به ایران می‌دانست.

## بیماری و درگذشت

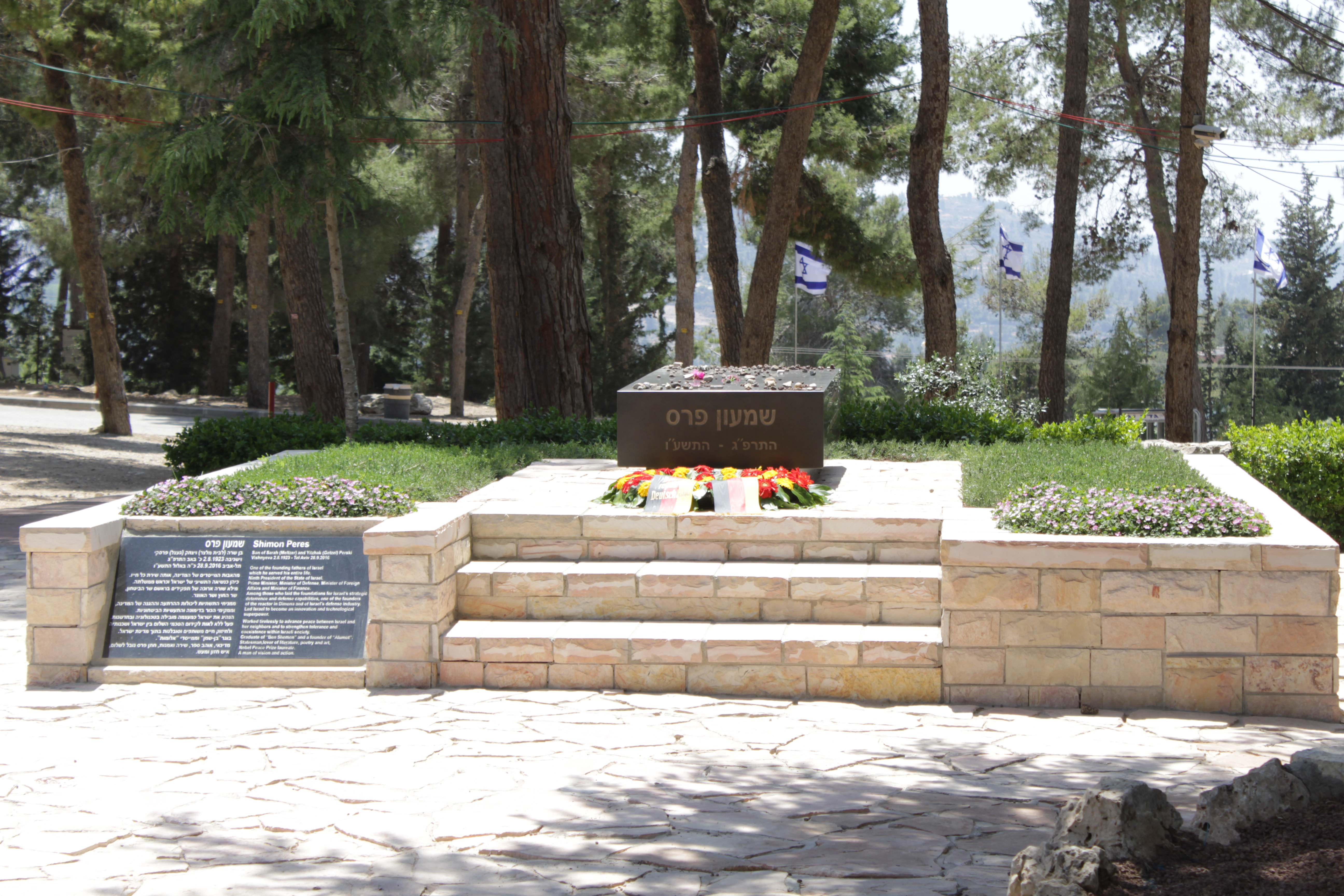
قبر شیمون پرز در بخش «بزرگان ملت» در غرب کوه هرتسل. بخش «بزرگان ملت» در کوه هرتسل یک بخش قبرستان دولتی در اورشلیم است که برای دفن رهبران بزرگ اسرائیل از جمله رؤسای جمهور، نخست‌وزیران و رؤسای کنست و همسرانشان اختصاص داده شده است.

پرز، در پی سکته مغزی از تاریخ ۲۸ مه تا ۶ نوامبر ۲۰۰۶ میلادی در بیمارستان تل هاشومر بستری بود.
او مجدداً در ۲۴ ژانویه ۲۰۱۶ و ۲۸ سپتامبر ۲۰۱۶، برای دومین بار، به علت ضربان نامنظم قلب پس از دو هفته بستری شدن در مرکز درمانی شیبا، تل‌آویو، به علت سکته مغزی در سن ۹۳ سالگی درگذشت.

## نگارخانه

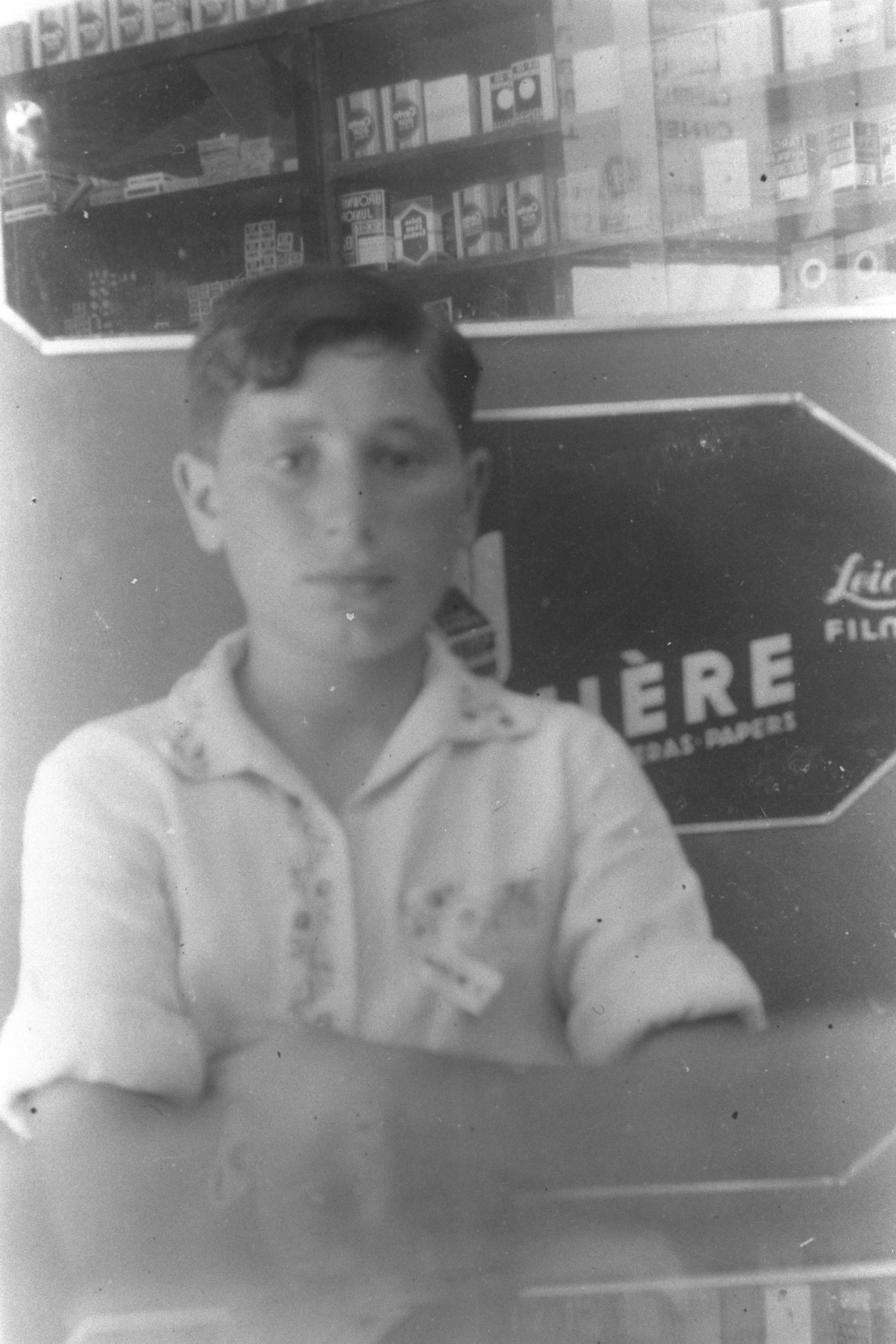
پرز در اوت ۱۹۳۶
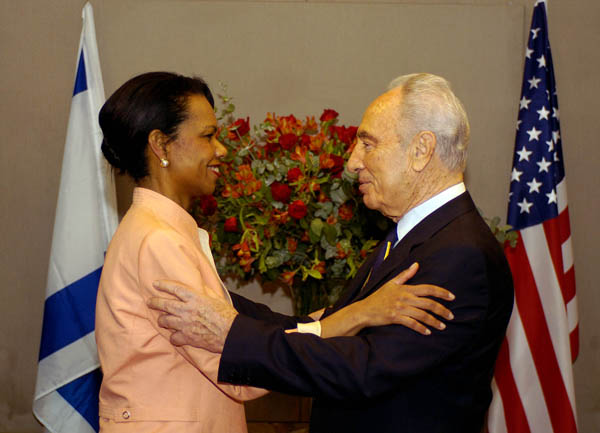
پرز و کاندولیزا رایس، ژوئیه ۲۰۰۵‏
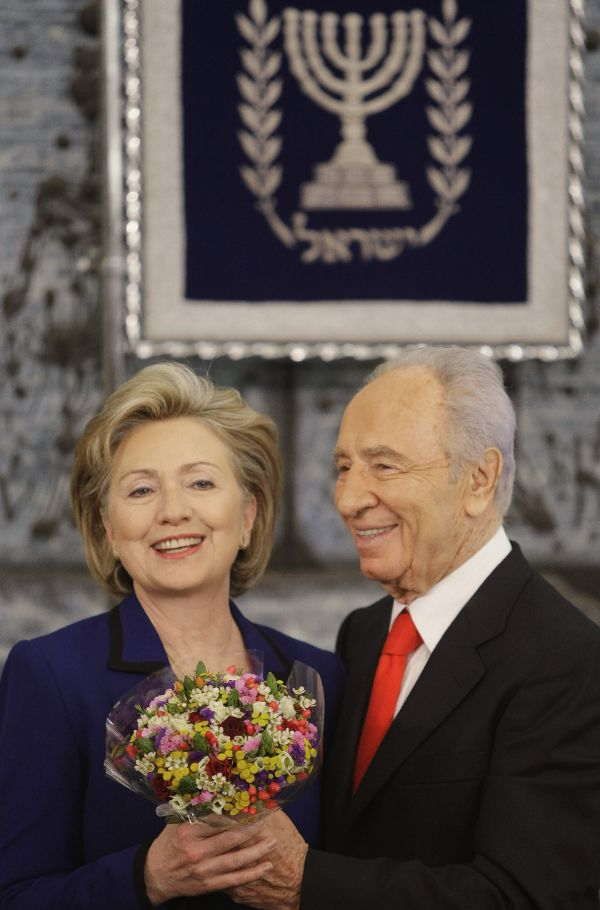
پرز و هیلاری کلینتون، مارس ۲۰۰۹‏
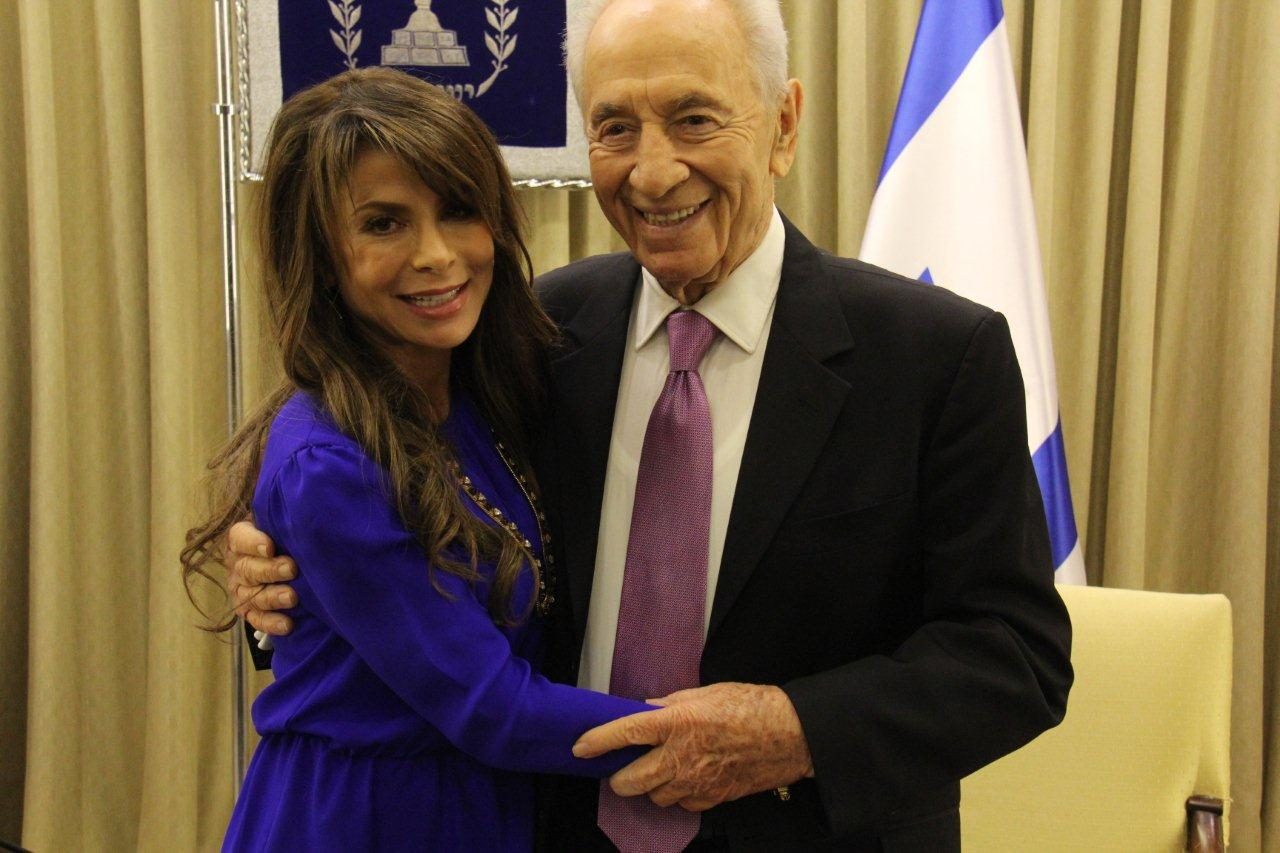
پرز و پائولا عبدل، اکتبر ۲۰۱۳
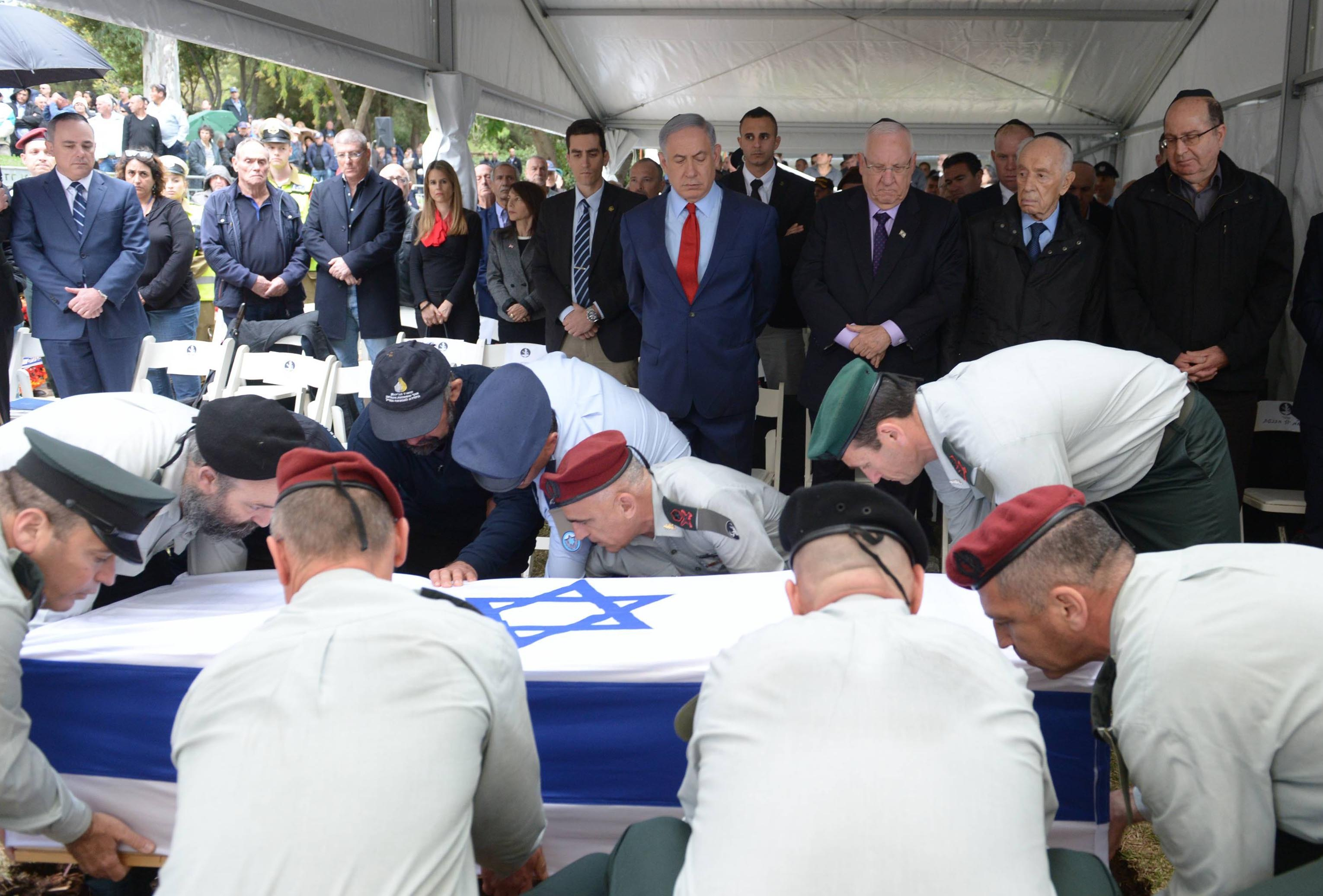
مراسم خاکسپاری پرز، مارس ۲۰۱۶